# Richard Schütz
Richard Schütz (* 31. Januar 1967 in Krefeld) ist ein ehemaliger deutscher Eishockeyschiedsrichter.
Ab etwa 1981 leitete Schütz Eishockeyspiele. Ab 1995 war er auch in Deutschlands höchster Liga, der DEL, aktiv. Unter seiner Leitung fanden ca. 2000 Spiele statt, darunter über 500 DEL-Spiele und knapp 200 internationale Einsätze. Als einer von zwei DEL-Schiedsrichtern nahm Schütz ab 2004 am Referee Exchange Program der IIHF teil, so dass er auch Partien in der SM-liiga (Finnland), der tschechischen Extraliga, der Schweizer Nationalliga A, der russischen Superliga oder der schwedischen Elitserien leitete.
Sein Karrierehöhepunkt war die Leitung des Endspiels der Weltmeisterschaft 2006 in Lettland, nachdem er dort schon ein Halbfinale hatte pfeifen dürfen. Für ein Finalspiel in der DEL war Schütz erstmals in der Saison 2006/2007 eingeteilt.
Schütz ist Amateurschiedsrichter, beruflich ist er als Vertriebsleiter für ein großes deutsches Elektrounternehmen tätig. Zur DEL-Saison 2006/07 hat die Liga zwei neue Profi-Unparteiische eingestellt, doch Schütz, der zum Favoritenkreis für diese Position zählte, lehnte ab.
2014 beendete er seine Arbeit als Schiedsrichter und wurde 2015 in die Hockey Hall of Fame Deutschland aufgenommen.

## Einsätze bei A-Weltmeisterschaften
| WM   | Ort                        | Anzahl Spiele | Spiele |
| ---- | -------------------------- | ------------- | --- |
| 2004 | Prag/Ostrava, Tschechien   | 6             | FIN-UKR, SVK-FIN, DEN-SWE (Vorrunde) LAT-AUT (Zwischenrunde) UKR-FRA (Abstiegsrunde) CAN-FIN (Viertelfinale) |
| 2005 | Wien/Innsbruck, Österreich | 5             | LAT-CAN, FIN-UKR, RUS-BLR (Vorrunde) SWE-USA, SWE-LAT (Zwischenrunde)                                        |
| 2006 | Riga, Lettland             | 7             | CZE-SLO, NOR-DEN (Vorrunde) RUS-UKR, BLR-UKR, CAN-CZE (Zwischenrunde) FIN-CZE (Halbfinale) SWE-CZE (Finale)  |
| 2007 | Moskau, Russland           | 4             | RUS-DEN, SUI-ITA (Vorrunde) RUS-ITA (Zwischenrunde) LAT-AUT (Abstiegsrunde)                                  |

## Familie
Richard Schütz ist der Zwillingsbruder des ehemaligen Eishockeyspielers Robert Schütz.